# Don't Answer Me
«Don't Answer Me» es una canción del grupo británico The Alan Parsons Project, publicada en marzo de 1984.

## Descripción
Tema de ritmos lentos, que ha sido calificado por algún sector de la crítica como un tema menor y superficial de la banda. Pese a ello, alcanzó un notorio decimoquinto puesto en la lista de los más vendidos de Estados Unidos (Billborad Charts), no así en el Reino Unido natal de los autores, donde no pasó del puesto 58. Fue el penúltimo sencillo del grupo en entrar en las listas de ventas estadounidenses antes de "Prime Time" lanzado también en 1984. En España llegó a alcanzar el puesto número 7 en las listas de los más vendidos en la semana del 21 de abril de 1984.

## Video musical
Se trata de un vídeo de dibujos animados, realizado por el estudio Broadcast Arts, con animación de Michael Kaluta y guion de D.J. Webster. Recrea una historia ambientada en la Florida de los años 1930, con ambientación de cómic ficticio titulado The Adventures of Nick and Sugar.
El vídeo fue nominado al Premio de Vídeo más experimental en los MTV Video Music Awards de 1984.

## Posicionamiento
| Listas (1982)  | Posiciones |
| -------------- | ---------- |
| Alemania       | 7          |
| Bélgica        | 8          |
| España         | 7          |
| Estados Unidos | 15         |
| Francia        | 22         |
| Nueva Zelanda  | 30         |
| Países Bajos   | 10         |
| Reino Unido    | 58         |
| Suiza          | 8          |